# Hans Züllig
Ne doit pas être confondu avec Hans Zulliger.
Hans Züllig, né à Rorschach, en Suisse, le 1er février 1914 et décédé le 8 novembre 1992 à Essen, est un acteur-danseur et enseignant de danse contemporaine.

## Biographie
Dans sa jeunesse, il étudie avec Kurt Jooss, et son collaborateur, Sigurd Leeder, qui enseignerons à la Folkwangschule, à Essen, en Allemagne.
In 1932, le ballet de Kurt Jooss, « La Table verte », sur une musique de Fritz Cohen (de), est une satire de la Société des Nations et de la guerre, dans lequel Zullig danse dans le rôle du jeune soldat, gagne un prix international à Paris.
Plus tard, il rejoint avec Jean Cébron, la José Limón Dance Company de José Limón.